# Отт, Ноэль
Ноэль Робин Отт (нем. Noël Robin Ott; род. 15 января 1994, Заттель, Швиц) — швейцарский игрок в пляжный футбол, нападающий. Выступает за сборную Швейцарии.
Известен в пляжном футболу благодаря своей скоростью и техническими способностям, позволяющим забивать множество голов. Является одним из «лучших игроков мира», что в частности будучи признанным лучшим игроком чемпионате мира 2021 года. Его неоднократно называли «Лионелем Месси пляжного футбола».

## Биография
Родился в Заттеле, а вырос в Веттингене. Благодаря отцу, который в своё время играл в третьем дивизионе Швейцарии, Отт начал играть в футбол в возрасти шести лет. В 2007 году он попал в систему клуба «Грассхоппер» Параллельно с этим, ещё в 9 лет, Отт начал играть в пляжный футбол. Первоначально его наставниками были Стефан Мейер и Мориц Ягги, вместе с которыми он позднее будет играть за сборную Швейцарии.
Стать профессиональным футболистом ему не удалось, поскольку в «Грассхоппере» ему отказали в переходе в старшую молодёжную команду. После этого Франциска Штайнеман, будущий тренер женской сборной Швейцарии и подруга матери Отта, пригласила его сыграть за клуб «Гавана Шотс Ааргау» из чемпионата Швейцарии по пляжному футболу. Его дебют на этом уровне в итоге состоялся в 2009 году, когда Отту было 15 лет. Несмотря на дебют в пляжном футболе Отт попытался продолжить свою футбольную карьеру, присоединившись к «Бадену» из швейцарского четвёртого дивизиона, а позднее играя за «Гавана Шотс». Во втором сезоне за «Аргау» в 2011 году Отт был назван «новичком года», а в сезоне 2012 года он получил приз как лучший игрок и лучший бомбардир чемпионата.
Успехи в чемпионате способствовали вызову в состав сборной Швейцарии. В возрасте 18 лет он за национальную команду в игре против Бразилии на Межконтинентальном кубке 2012 года. После этого Отт сделал пляжный футбол своим приоритетом Всемирная организация пляжного футбола охарактеризовала 2014 год как прорывной сезон для Отта, подтвердив его статус «звезды». После завоевания награды лучшего игрока суперфинала Европейской лиги 2014 года Отт получил травму на отборочных матчах чемпионата мира 2015 года разорвав две коленные связки, переднюю крестообразную связку и медиальную коллатеральную мышцу, а также получил разрыв мениска. Из-за этого Отт не играл в течение нескольких месяцев. Несмотря на это, он был номинирован как один из трех лучших игроков мира на первой церемонии вручения награды «Звёзды пляжного футбола», а также был удостоен награды «восходящая звезда» как лучший молодой игрок в возрасте 20 лет.
От травмы он успешно восстановился к чемпионату мира 2015 года, где он стал лучшим бомбардиром с восемью голами и завоевал награду «бронзовая бутса». В 2015 году по совету Деяна Станковича он присоединился к пляжному футбольному клубу «Грассхоппер». Кроме того в этот же году он защищал цвета «Барселоны», после чего его начали сравнивать со звездой большого футбола Лионелем Месси. Отт, как и Месси играл за каталонскую команды, был небольшого роста, техничен, часто забивал голы и носил майку под номером 10. В дальнейшем за пределами родины он играл за «Катанию» и «Пизу» (Италия), «Локомотив» и ЦСКА (Россия), «Ботафого» (Бразилия), «Спортинг» (Португалия), «Артур Мьюзик» (Украина) и Кфар-Касем (Израиль). На церемонии вручения награды «Звезды пляжного футбола» 2017 года Отт был включён в символическую сборную мира.
В 2019 году он впервые выиграл швейцарский чемпионат с «Грассхоппером» и заработал свою первую награду в составе сборной Швейцарии — бронзовую медаль на Европейских играх в Беларуси.
Отт во второй раз порвал мениск в сентябре 2020 года, на этот раз играя за «Цофинген» . На этот раз травма потребовала операции, которую ему сделали месяц спустя. Это лишило Отта возможности играть как минимум до весны 2021 года. После возвращения в игру он получил бронзовую медаль на чемпионате мира по пляжному футболу 2021 года, на котором также был награждён «Золотым мячом». Успехи на мундиали способствовали номинации на звание лучшего игрока на церемонии «Спортивная личность года» в Швейцарии 2021 года, где он занял пятое место с 6,3 % голосов. После этого он впервые выиграл Евролигу на турнире 2022 года, также во второй раз в своей карьере был назван одним из трех лучших игроков мира на церемонии «Звезды пляжного футбола» 2022 и включён в сборную мира, а кроме того был назван лучшим спортсмен года в кантоне Аргау. В 2023 году он выиграл Кубок европейских чемпионов 2023 года с израильским «Кфар-Кассемом» и в составе Швейцарии стал победителем Европейских играх 2023 года. Свой 200-й матч за свою страну он провёл 1 августа 2023 года в рамках в товарищеской игры против Дании (7:1).

## Стиль игры
Отт называет себя «вихрем», который «проносится мимо противников» во время выходом один на один с игроками соперника. Темп его игры также является его сильной стороной Товарищ Отта Деян Станкович говорил о «легкости владения мячом» Оттом, который позволяет ему «танцевать вокруг соперников». Станкович также подчёркивал его осведомленность, умение принимать решения и хладнокровие. Кроме вышеперечисленного Отт известен и своими исключительными техническими способностями.

## Личная жизнь
В 2013 году Отт получил степень бакалавра по экономики. В 2015 году он работал администратором офиса в Цюрихе, а затем поехал в Базель, чтобы тренироваться с национальной сборной. Его тогдашний работодатель в 2017 году уволил Отта, поскольку не желал удовлетворить его потребность в игре в пляжный футбол. Он пытался зарабатывать спортом, но из-за дороговизны жизни в Швейцарии его дохода от пляжного футбола ему не хватало на жизнь . К 2022 году он прошёл обучение на специалиста по кадрам.

## Статистика
| Турнир                       | Сезон | Матчи | Голы | Прим. |
| ---------------------------- | ----- | ----- | ---- | ----- |
| Евролига по пляжному футболу |       |       |      |       |
| 2013                         | 3     | 2     |      |       |
| 2014                         | 9     | 21    |      |       |
| 2015                         | 7     | 8     |      |       |
| 2016                         | 8     | 10    |      |       |
| 2017                         | 9     | 16    |      |       |
| 2018                         | 9     | 18    |      |       |
| 2019                         | 7     | 5     |      |       |
| 2020                         | 4     | 4     |      |       |
| 2021                         | 3     | 0     |      |       |
| 2022                         | 6     | 5     |      |       |
| 2023                         | 6     | 15    |      |       |
| Всего                        | Всего | 71    | 104  | —     |

| Турнир                             | Год   | Матчи | Голы | Прим. |
| ---------------------------------- | ----- | ----- | ---- | ----- |
| Чемпионат мира по пляжному футболу | 2015  | 4     | 8    |       |
| Чемпионат мира по пляжному футболу | 2017  | 4     | 5    |       |
| Чемпионат мира по пляжному футболу | 2019  | 4     | 7    |       |
| Чемпионат мира по пляжному футболу | 2021  | 6     | 5    |       |
| Всего                              | Всего | 18    | 25   | —     |

## Достижения
| В составе сборной Швейцарии - Чемпионат мира по пляжному футболу - Третье место: 2021 - Евролига по пляжному футболу - Победитель: 2022 - Финалист: 2020 - Третье место: 2013 - Европейские игры - Победитель: 2023 - Третье место: 2019 - Кубок Европы - Финалист: 2014 Клубные - Кубок европейских чемпионов по пляжному футболу - Победитель: 2023 - Финалист: 2016 - Третье место: 2022 - Чемпионат Италии - Второе место: 2024 | - Чемпионат мира по пляжному футболу: - Победитель: 2021 - Третье место: 2015 - Звёзды пляжного футбола: - Восходящая звезда: 2014 - Топ-3 лучших игроков мира: 2014, 2022 - Команда года: 2017, 2022 - Евролига по пляжному футболу: - Суперфинал: - Лучший игрок: 2014, 2022 - Лучший бомбардир: 2017, 2023 - Кубок Европы: - Лучший бомбардир: 2014 |  |